# CE Геркулеса
CE Геркулеса (лат. CE Herculis) — одиночная переменная звезда* в созвездии Геркулеса на расстоянии (вычисленном из значения параллакса) приблизительно 16992 световых лет (около 4995 парсек) от Солнца. Видимая звёздная величина звезды — от +12,92m до +11,53m.
Открыта Лидией Петровной Цераской*.

## Характеристики
CE Геркулеса — жёлто-белая пульсирующая переменная звезда типа BL Геркулеса (CWB) спектрального класса F5. Радиус — около 12,78 солнечного, светимость — около 180,649 солнечной. Эффективная температура — около 5919 K.